# (11126) Doleček
(11126) Doleček, désignation internationale (11126) Dolecek, est un astéroïde de la ceinture principale.

## Description
(11126) Dolecek est un astéroïde de la ceinture principale. Il fut découvert le 15 octobre 1996 à l'Observatoire d'Ondřejov par Petr Pravec. Il présente une orbite caractérisée par un demi-grand axe de 2,70 UA, une excentricité de 0,14 et une inclinaison de 9,9° par rapport à l'écliptique.

## Compléments